# Gordon Balfour
Gordon Bruce Balfour (Toronto, 25 de diciembre de 1882-Toronto, 31 de julio de 1949) fue un deportista canadiense que compitió en remo. Participó en los Juegos Olímpicos de Londres 1908, obteniendo dos medallas de bronce en las pruebas de cuatro sin timonel y ocho con timonel.

## Palmarés internacional
| Juegos Olímpicos | Juegos Olímpicos      | Juegos Olímpicos  | Juegos Olímpicos   |
| Año              | Lugar                 | Medalla           | Prueba             |
| ---------------- | --------------------- | ----------------- | ------------------ |
| 1908             | Londres (Reino Unido) | Medalla de bronce | Cuatro sin timonel |
| 1908             | Londres (Reino Unido) | Medalla de bronce | Ocho con timonel   |